# (307261) Máni
(307261) Máni (provisorischer Name: 2002 MS4) ist ein großes transneptunisches Objekt im Kuipergürtel, das bahndynamisch als „heißes“ Cubewano oder erweitertes Scattered disk object (DO) eingestuft wird. Aufgrund seiner Größe ist der Asteroid ein Zwergplanetenkandidat.

## Entdeckung
Máni wurde am 18. Juni 2002 von einem Astronomenteam des California Institute of Technology, bestehend aus Chad Trujillo und Mike Brown (offiziell) sowie Eleanor „Glo“ Helin, Steven H. Pravdo, Kenneth Lawrence und Michael Hicks im Rahmen des Near Earth Asteroid Tracking–Projekts (NEAT) am 1,22–m–Oschin-Schmidt-Teleskop des Palomar-Observatoriums (Kalifornien) entdeckt. Die Entdeckung wurde am 21. November 2002 zusammen mit (84719) 2002 VR128 und (523597) 2002 QX47 bekanntgegeben, der Planetoid erhielt am 16. Dezember 2011 von der IAU die Kleinplaneten-Nummer 307261. Am 9. Juni 2025 wurde das Objekt offiziell als Máni benannt, nach dem nordischen Gott des Mondes.
Máni war die zweite Entdeckung eines großen TNO und wahrscheinlichen Zwergplaneten des Astronomenteams um Mike Brown nach Quaoar (2002). Darauf entdeckte Browns Team nacheinander (90377) Sedna (2003) und (136108) Haumea (2003, umstritten), (90482) Orcus und (120347) Salacia (2004), die Zwergplaneten (136199) Eris und (136472) Makemake (2005) sowie (225088) Gonggong (2007).

## Eigenschaften

Orbitalvergleich von Máni mit Quaoar und (486958) Arrokoth

Máni (markiert mit roten Strichen) aufgenommen von der Raumsonde New Horizons

### Umlaufbahn
Máni umläuft die Sonne auf einer um 17,7° gegenüber der Ekliptik geneigten, leicht elliptischen Umlaufbahn mit einem Perihel von 35,75 AE und einem Aphel von 47,93 AE. Die Bahnexzentrizität beträgt dementsprechend 0,145, seine Umlaufzeit rund 271 Jahre. Derzeit (Februar 2023) ist der Planetoid 46,29 AE von der Sonne entfernt. Das Perihel durchläuft er das nächste Mal 2121, der letzte Periheldurchlauf dürfte also im Jahr 1850 erfolgt sein.
Marc Buie (DES) klassifiziert den Planetoiden als erweitertes SDO (ESDO bzw. DO), während das Minor Planet Center ihn als Cubewano einordnet, wobei er zu den bahndynamisch „heißen“ klassischen KBO gehört; letzteres führt ihn auch als Nicht–SDO und allgemein als „Distant Object.“

### Größe
Untersuchungen mit dem Spitzer-Weltraumteleskop ergaben eine Schätzung der Albedo des Asteroiden von 0,08, was zu einem Durchmesser von ungefähr 700 km führen würde. Kombiniert mit den Daten des Herschel-Weltraumteleskops ließ sich eine Albedo von 0,05 ermitteln und ein Durchmesser von 934 Kilometern. Im Juli 2019 wurde anhand zweier Sternbedeckungen dagegen ein Durchmesser von 770 km ermittelt. Eine weitere Sternbedeckung im August 2019 ergab, dass 2002 MS4 möglicherweise eine ellipsoidische Form besitzt, die mit 842 × 688 km einen vergleichsweise hohen Abplattungswert von 0,82 aufweisen würde. Ein Jahr darauf im August 2020 wurde eine weitere Sternbedeckung beobachtet, die die Achslängen von 808 × 748 km (und eine Abplattung von 0,92) ergab, was gut zu den Resultaten im vorangegangenen Jahr passt. Topographische Strukturen in 20 km Tiefe und Höhe konnten auf der Oberfläche beobachtet werden. Schließlich wurde 2023 ein weiterer Wert von 796 km für den Durchmesser publiziert.
Die scheinbare Helligkeit von Máni beträgt 20{\displaystyle {\stackrel {\text{m}}{\text{,}}}}67; die mittlere Oberflächentemperatur wird anhand der Sonnenentfernung auf 43 K (−230 °C) geschätzt.
Da anzunehmen ist, dass sich Máni aufgrund seiner Größe im hydrostatischen Gleichgewicht befindet und somit weitgehend sphärisch geformt sein muss, müsste er die Kriterien für eine Einstufung als Zwergplanet erfüllen. Mike Brown geht davon aus, dass es sich bei Máni nahezu sicher (nearly certainly) um einen Zwergplaneten handelt. Gonzalo Tancredi gab 2010 noch keine Empfehlung ab.
| Jahr                                         | Abmessungen km     | Quelle           |
| -------------------------------------------- | ------------------ | ---------------- |
| 2007                                         | 726,2 +123,2−122,9 | Stansberry u. a. |
| 2008                                         | 730,0 +118,0−120,0 | Brucker u. a.    |
| 2008                                         | 730,0              | Tancredi         |
| 2010                                         | 726,0              | Tancredi         |
| 2012                                         | 934,0 ± 47,0       | Vilenius u. a.   |
| 2019                                         | 842 × 688          | Iota             |
| 2020                                         | 770,0 ± 2,0        | Rommel u. a.     |
| 2021                                         | 800,0 ± 24,0       | Rommel u. a.     |
| 2021                                         | 808 × 748          | Rommel u. a.     |
| 2023                                         | 960,0              | Brown            |
| 2023                                         | 796 ± 24,0         | Rommel u. a.     |
| Die präziseste Bestimmung ist fett markiert. |                    |                  |

## Erforschung
Nach seiner Entdeckung ließ sich Máni auch auf älteren Aufnahmen identifizieren. Es gibt Aufnahmen vom Juni 1992, Juli und Juni 1983, August 1982, April 1955 und bis zum 8. April 1954, die im Rahmen des Digitized Sky Survey–Programmes (DSS) ebenfalls am Palomar-Observatorium gemacht wurden. Somit konnte man den Beobachtungszeitraum um 48 Jahre verlängern, um so seine Umlaufbahn genauer zu berechnen. Seither wurde der Planetoid durch verschiedene Teleskope wie das Herschel- und das Spitzer-Weltraumteleskop sowie erdbasierte Teleskope beobachtet. Im Juli 2016 wurde das Objekt von der Raumsonde New Horizons fotografiert, die zu diesem Zeitpunkt bereits Pluto passiert hatte. Diese Aufnahmen aus einem völlig anderen Blickwinkel als von der Erde aus verbesserten die Kenntnis seiner Umlaufbahn erheblich.
Im November 2022 lagen insgesamt 133 Beobachtungen über einen Zeitraum von 69 Jahren vor.